# Élections municipales de 2003 en Outaouais
Les élections municipales québécoises de 2003 se déroulent le 2 novembre 2003. Elles permettent d'élire les maires et les conseillers de chacune des municipalités locales du Québec, ainsi que les préfets de quelques municipalités régionales de comté.

## Outaouais

### Blue Sea
| Poste/District                                            | Élu              | Type d'élection |
| --------------------------------------------------------- | ---------------- | --------------- |
| Maire                                                     | Yvon Bélanger    | Sans opposition |
| 1                                                         | Hervé Courchesne | Scrutin         |
| 2                                                         | Benoît Henri     | Scrutin         |
| 3                                                         | Laurent Fortin   | Scrutin         |
| 4                                                         | Roger Lacaille   | Sans opposition |
| 5                                                         | Isabelle Clément | Sans opposition |
| 6                                                         | Charles Lacaille | Sans opposition |
| Électeurs : 734 Votants : 389 Taux de participation: 53 % |                  |                 |

### Boileau
| Poste/District                                           | Élu                  | Type d'élection |
| -------------------------------------------------------- | -------------------- | --------------- |
| 1                                                        | LLyod Meyer          | Sans opposition |
| 3                                                        | Renaud Labrecque     | Sans opposition |
| 6                                                        | Micheline Desjardins | Sans opposition |
| Électeurs : n/a Votants : n/a Taux de participation: n/a |                      |                 |

### Bowman
| Poste/District                                            | Élu               | Type d'élection |
| --------------------------------------------------------- | ----------------- | --------------- |
| 1                                                         | François Bastien  | Scrutin         |
| 2                                                         | Patrice Pelneault | Sans opposition |
| 4                                                         | Gaétan Bastien    | Scrutin         |
| Électeurs : 585 Votants : 311 Taux de participation: 53 % |                   |                 |

### Bryson
| Poste/District                                           | Élu             | Type d'élection |
| -------------------------------------------------------- | --------------- | --------------- |
| 2                                                        | Normand Perrier | Sans opposition |
| 3                                                        | Daniel McGuire  | Sans opposition |
| 6                                                        | Albert Davis    | Sans opposition |
| Électeurs : n/a Votants : n/a Taux de participation: n/a |                 |                 |

### Chichester
| Poste/District                                           | Élu            | Type d'élection |
| -------------------------------------------------------- | -------------- | --------------- |
| Maire                                                    | Donald Gagnon  | Sans opposition |
| 1                                                        | Basil Hearty   | Sans opposition |
| 2                                                        | Paul Martin    | Sans opposition |
| 3                                                        | Jacques Fleury | Sans opposition |
| 4                                                        | Melvin Gagnon  | Sans opposition |
| 5                                                        | Helen Romain   | Sans opposition |
| 6                                                        | Betty Harkins  | Sans opposition |
| Électeurs : n/a Votants : n/a Taux de participation: n/a |                |                 |

### Clarendon
| Poste/District                                           | Élu          | Type d'élection |
| -------------------------------------------------------- | ------------ | --------------- |
| 1                                                        | Thomas Fahey | Sans opposition |
| 5                                                        | Cedric Judd  | Sans opposition |
| 6                                                        | Marvis Hanna | Sans opposition |
| Électeurs : n/a Votants : n/a Taux de participation: n/a |              |                 |

### Denholm
| Poste/District                                            | Élu                      | Type d'élection |
| --------------------------------------------------------- | ------------------------ | --------------- |
| Maire                                                     | Colette Boisvert-Canavan | Scrutin         |
| 1                                                         | Roger Paradis            | Scrutin         |
| 2                                                         | Jean-Marc Gagnon         | Scrutin         |
| 3                                                         | Anita Giroux-Therrien    | Scrutin         |
| 4                                                         | Richard Poirier          | Scrutin         |
| 5                                                         | Hubert Reiter            | Scrutin         |
| 6                                                         | Gary Armstrong           | Scrutin         |
| Électeurs : 648 Votants : 323 Taux de participation: 50 % |                          |                 |

### Duhamel
| Poste/District                                            | Élu               | Type d'élection |
| --------------------------------------------------------- | ----------------- | --------------- |
| 1                                                         | Robert Bélanger   | Scrutin         |
| 2                                                         | Denise Lajeunesse | Sans opposition |
| 5                                                         | Guy Lalonde       | Sans opposition |
| Électeurs : 725 Votants : 211 Taux de participation: 29 % |                   |                 |

### Egan-Sud
| Poste/District                                           | Élu               | Type d'élection |
| -------------------------------------------------------- | ----------------- | --------------- |
| Maire                                                    | Évelyne Hubert    | Sans opposition |
| 1                                                        | Yvon Blais        | Sans opposition |
| 2                                                        | Luc Bernatchez    | Sans opposition |
| 3                                                        | Pierre Laramée    | Sans opposition |
| 4                                                        | Daniel Lefebvre   | Sans opposition |
| 5                                                        | Louise St-Amour   | Sans opposition |
| 6                                                        | Donald Lafontaine | Sans opposition |
| Électeurs : n/a Votants : n/a Taux de participation: n/a |                   |                 |

### Fort-Coulonge
| Poste/District                                              | Élu              | Type d'élection |
| ----------------------------------------------------------- | ---------------- | --------------- |
| Maire                                                       | Raymond Durocher | Sans opposition |
| 1                                                           | Gilles Beaulieu  | Scrutin         |
| 2                                                           | Benoit Paré      | Sans opposition |
| 3                                                           | Patrick Romain   | Scrutin         |
| 4                                                           | Nathalie Soucie  | Scrutin         |
| 5                                                           | Jacques Masseau  | Scrutin         |
| 6                                                           | Francine Laporte | Scrutin         |
| Électeurs : 1 261 Votants : 785 Taux de participation: 62 % |                  |                 |

### Grand-Calumet
| Poste/District                                            | Élu                  | Type d'élection |
| --------------------------------------------------------- | -------------------- | --------------- |
| 2                                                         | Jean-Louis Corriveau | Sans opposition |
| 5                                                         | Mario Tremblay       | Sans opposition |
| 6                                                         | Adrienne Turgeon     | Scrutin         |
| Électeurs : 618 Votants : 245 Taux de participation: 40 % |                      |                 |

### Grand-Remous
| Poste/District                                            | Élu                | Type d'élection |
| --------------------------------------------------------- | ------------------ | --------------- |
| Maire                                                     | Gérard Coulombe    | Sans opposition |
| 1                                                         | Norbert Potvin     | Sans opposition |
| 2                                                         | Stéphane Lévesque  | Sans opposition |
| 3                                                         | Jocelyne Lyrette   | Scrutin         |
| 4                                                         | Jean-Claude Brunet | Sans opposition |
| 5                                                         | René Tourangeau    | Sans opposition |
| 6                                                         | Denis Côté         | Sans opposition |
| Électeurs : 988 Votants : 333 Taux de participation: 34 % |                    |                 |

### Kazabazua
| Poste/District                                              | Élu                  | Type d'élection |
| ----------------------------------------------------------- | -------------------- | --------------- |
| 1                                                           | Kenneth Lauzon       | Scrutin         |
| 2                                                           | Jacques Raymond      | Scrutin         |
| 3                                                           | Deborah Delgrosse    | Scrutin         |
| 5                                                           | Marie-Thérèse Kazeef | Scrutin         |
| Électeurs : 1 386 Votants : 339 Taux de participation: 24 % |                      |                 |

### L'Ange-Gardien
| Poste/District                                            | Élu              | Type d'élection |
| --------------------------------------------------------- | ---------------- | --------------- |
| Maire                                                     | Armand Renaud    | Sans opposition |
| 1                                                         | Mylène Chaumont  | Sans opposition |
| 2                                                         | Sylvie Filiou    | Scrutin         |
| 3                                                         | Richard Durocher | Sans opposition |
| 4                                                         | Jean Théoret     | Sans opposition |
| 5                                                         | Marc Louis-Seize | Sans opposition |
| 6                                                         | Réjean Labre     | Sans opposition |
| Électeurs : 441 Votants : 224 Taux de participation: 51 % |                  |                 |

### Lac-des-Plages
| Poste/District                                            | Élu                    | Type d'élection |
| --------------------------------------------------------- | ---------------------- | --------------- |
| 1                                                         | Raymond Lavergne Simon | Scrutin         |
| 3                                                         | Gilbert Ladouceur      | Scrutin         |
| 4                                                         | Claude Dupuis          | Scrutin         |
| Électeurs : 647 Votants : 310 Taux de participation: 48 % |                        |                 |

### Lac-Simon
| Poste/District                                           | Élu             | Type d'élection |
| -------------------------------------------------------- | --------------- | --------------- |
| 2                                                        | Serge Thivierge | Sans opposition |
| 5                                                        | Nelson Barnes   | Sans opposition |
| 6                                                        | Reina Laniel    | Sans opposition |
| Électeurs : n/a Votants : n/a Taux de participation: n/a |                 |                 |

### Leslie-Clapham-et-Huddersfield
| Poste/District                                            | Élu              | Type d'élection |
| --------------------------------------------------------- | ---------------- | --------------- |
| 2                                                         | Daniel Ladouceur | Scrutin         |
| 4                                                         | Jerry Dubeau     | Sans opposition |
| 6                                                         | Wilfrid Lavigne  | Sans opposition |
| Électeurs : 903 Votants : 222 Taux de participation: 25 % |                  |                 |

- En 2004, la municipalité des cantons unis de Leslie-Clapham-et-Huddersfield devient la municipalité d'Otter Lake.

### Litchfield
| Poste/District                                            | Élu             | Type d'élection |
| --------------------------------------------------------- | --------------- | --------------- |
| 2                                                         | Randy Sloan     | Sans opposition |
| 3                                                         | Denis Dubeau    | Scrutin         |
| 4                                                         | Joseph Bélanger | Sans opposition |
| Électeurs : 525 Votants : 188 Taux de participation: 36 % |                 |                 |

### Lochaber
| Poste/District                                           | Élu              | Type d'élection |
| -------------------------------------------------------- | ---------------- | --------------- |
| 2                                                        | Robert King      | Sans opposition |
| 3                                                        | Claude Lefebvre  | Sans opposition |
| 4                                                        | Yves Legault     | Sans opposition |
| 5                                                        | Maurice Joanisse | Sans opposition |
| Électeurs : n/a Votants : n/a Taux de participation: n/a |                  |                 |

### Lochaber-Partie-Ouest
| Poste/District                                           | Élu            | Type d'élection |
| -------------------------------------------------------- | -------------- | --------------- |
| 3                                                        | Gilles Chénier | Sans opposition |
| 4                                                        | Michel Leblanc | Sans opposition |
| 6                                                        | Paul Abraham   | Sans opposition |
| Électeurs : n/a Votants : n/a Taux de participation: n/a |                |                 |

### Low
| Poste/District                                           | Élu            | Type d'élection |
| -------------------------------------------------------- | -------------- | --------------- |
| 2                                                        | Gill Henry     | Sans opposition |
| 3                                                        | Jeremy Monette | Sans opposition |
| 4                                                        | Wayne Brennan  | Sans opposition |
| Électeurs : n/a Votants : n/a Taux de participation: n/a |                |                 |

### Mansfield-et-Pontefract
| Poste/District                                                | Élu               | Type d'élection |
| ------------------------------------------------------------- | ----------------- | --------------- |
| Maire                                                         | Richard Romain    | Scrutin         |
| 1                                                             | Jerry Lavigne     | Scrutin         |
| 2                                                             | René Belleau      | Scrutin         |
| 3                                                             | Gélineault Dionne | Sans opposition |
| 4                                                             | René Ladouceur    | Sans opposition |
| 5                                                             | Carl Mousseau     | Scrutin         |
| 6                                                             | Norbert Lacasse   | Scrutin         |
| Électeurs : 1 783 Votants : 1 072 Taux de participation: 60 % |                   |                 |

### Mayo
| Poste/District                                           | Élu               | Type d'élection |
| -------------------------------------------------------- | ----------------- | --------------- |
| Maire                                                    | Normand Vachon    | Sans opposition |
| 1                                                        | Renée Giroux      | Sans opposition |
| 2                                                        | Réal Madore       | Sans opposition |
| 3                                                        | Claire Butler     | Sans opposition |
| 4                                                        | Alvin Butler      | Sans opposition |
| 5                                                        | Lise St-Amour     | Sans opposition |
| 6                                                        | Sharron McDonnell | Sans opposition |
| Électeurs : n/a Votants : n/a Taux de participation: n/a |                   |                 |

### Messines
| Poste/District                                              | Élu                   | Type d'élection |
| ----------------------------------------------------------- | --------------------- | --------------- |
| 1                                                           | Marcel St-Jacques     | Scrutin         |
| 4                                                           | Paul Gorley           | Scrutin         |
| 5                                                           | Paulette Patry-Gagnon | Scrutin         |
| 6                                                           | Jolivette Francine    | Sans opposition |
| Électeurs : 1 574 Votants : 694 Taux de participation: 44 % |                       |                 |

### Montebello
| Poste/District                                            | Élu                | Type d'élection |
| --------------------------------------------------------- | ------------------ | --------------- |
| 1                                                         | Luc Lafrenière     | Scrutin         |
| 3                                                         | Yves-Michel Allard | Scrutin         |
| 4                                                         | Gilles Gignac      | Scrutin         |
| Électeurs : 976 Votants : 371 Taux de participation: 38 % |                    |                 |

### Notre-Dame-de-la-Paix
| Poste/District                                            | Élu               | Type d'élection |
| --------------------------------------------------------- | ----------------- | --------------- |
| 4                                                         | Jean-Louis Lauzon | Scrutin         |
| 5                                                         | Marcel St-Denis   | Sans opposition |
| 6                                                         | Lucie Lalonde     | Scrutin         |
| Électeurs : 612 Votants : 331 Taux de participation: 54 % |                   |                 |

### Notre-Dame-de-la-Salette
| Poste/District                                           | Élu                 | Type d'élection |
| -------------------------------------------------------- | ------------------- | --------------- |
| Maire                                                    | Roger Laflamme      | Sans opposition |
| 1                                                        | Deny Pétrin         | Sans opposition |
| 2                                                        | Daniel Malette      | Sans opposition |
| 3                                                        | Alain Constantineau | Sans opposition |
| 4                                                        | Bernard Nadon       | Sans opposition |
| 5                                                        | Louis Lauzon        | Sans opposition |
| 6                                                        | Henri-Paul Malette  | Sans opposition |
| Électeurs : n/a Votants : n/a Taux de participation: n/a |                     |                 |

### Plaisance
| Poste/District                                           | Élu              | Type d'élection |
| -------------------------------------------------------- | ---------------- | --------------- |
| 1                                                        | Francine Lalande | Sans opposition |
| 2                                                        | Roger Blais      | Sans opposition |
| 5                                                        | Serge Déziel     | Sans opposition |
| Électeurs : n/a Votants : n/a Taux de participation: n/a |                  |                 |

### Saint-Émile-de-Suffolk
| Poste/District                                            | Élu             | Type d'élection |
| --------------------------------------------------------- | --------------- | --------------- |
| 1                                                         | Alain Campbell  | Sans opposition |
| 2                                                         | Martin Blais    | Sans opposition |
| 6                                                         | Jacques Chenail | Scrutin         |
| Électeurs : 578 Votants : 183 Taux de participation: 32 % |                 |                 |

### Saint-Sixte
| Poste/District                                            | Élu              | Type d'élection |
| --------------------------------------------------------- | ---------------- | --------------- |
| 1                                                         | Franklin DaSylva | Scrutin         |
| 2                                                         | Patric Carrier   | Sans opposition |
| 4                                                         | Sylvie Clément   | Sans opposition |
| Électeurs : 394 Votants : 103 Taux de participation: 26 % |                  |                 |

### Shawville
| Poste/District                                           | Élu                    | Type d'élection |
| -------------------------------------------------------- | ---------------------- | --------------- |
| 1                                                        | Keith Harris           | Sans opposition |
| 2                                                        | Sylvia Poisson-Hodgins | Sans opposition |
| 6                                                        | James Hodgins          | Sans opposition |
| Électeurs : n/a Votants : n/a Taux de participation: n/a |                        |                 |

### Sheen-Esher-Aberdeen-et-Malakoff
| Poste/District                                           | Élu             | Type d'élection |
| -------------------------------------------------------- | --------------- | --------------- |
| Maire                                                    | Roy Perrault    | Sans opposition |
| 1                                                        | Janet Retty     | Sans opposition |
| 2                                                        | John Brennan    | Sans opposition |
| 3                                                        | David Prentice  | Sans opposition |
| 4                                                        | Mark Jenning    | Sans opposition |
| 5                                                        | Larry Gleason   | Sans opposition |
| 6                                                        | Andrew Perrault | Sans opposition |
| Électeurs : n/a Votants : n/a Taux de participation: n/a |                 |                 |

- En 2003, la municipalité des cantons unis de Sheen-Esher-Aberdeen-et-Malakoff est devenue la municipalité de Sheenboro[1].

### Thorne
| Poste/District                                            | Élu                 | Type d'élection |
| --------------------------------------------------------- | ------------------- | --------------- |
| Maire                                                     | Ross Vowles         | Scrutin         |
| 2                                                         | André Chartrand Jr. | Scrutin         |
| 3                                                         | Janis Schock-Pulley | Scrutin         |
| 6                                                         | Susan Pasch         | Scrutin         |
| Électeurs : 471 Votants : 246 Taux de participation: 52 % |                     |                 |

### Val-des-Bois
| Poste/District                                           | Élu         | Type d'élection |
| -------------------------------------------------------- | ----------- | --------------- |
| 1                                                        | Lise Perron | Sans opposition |
| Électeurs : n/a Votants : n/a Taux de participation: n/a |             |                 |